# Jaworiw (Sambir)
Jaworiw (ukrainisch Яворів; russisch Яворов Jaworow, polnisch Jaworów) ist ein Dorf im Süden der ukrainischen Oblast Lwiw mit etwa 900 Einwohnern.

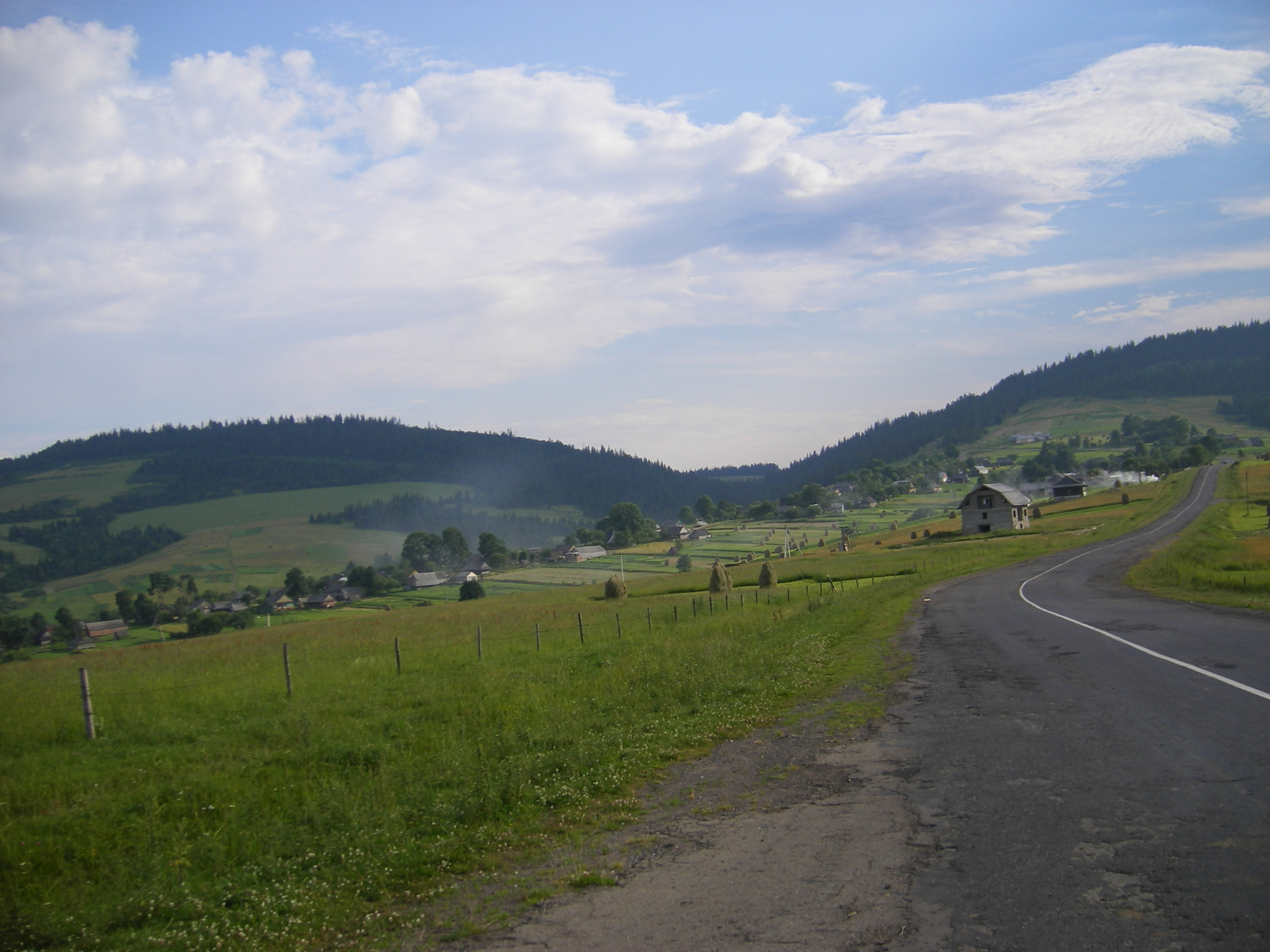
Uschok-Pass bei Jaworiw

Das 1659 gegründete Dorf gehörte administrativ zur Werchnje (ukrainisch Верхнє) gleichnamigen Landratsgemeinde im Westen des Rajon Turka.
Am 12. Juni 2020 wurde die Landratsgemeinde aufgelöst und der Siedlungsgemeinde Borynja unterstellt, gleichzeitig wurde das Dorf ein Teil des Rajons Sambir.
Die Ortschaft liegt auf einer Höhe von 742 m im Gebirgszug der Bieszczady in den Waldkarpaten am Ufer der Jaworiwka (Яворівка), einem 11 km langen Nebenfluss der Hnyla, 60 km südwestlich vom Rajonzentrum Sambir und 155 km südwestlich vom Oblastzentrum Lwiw.
Im Westen vom Dorf befindet sich der Uschok-Pass, auf dem die Fernstraße N 13 von Uschhorod nach Lwiw verläuft. In Jaworiw befindet sich die Kirche des Erzengels Michael aus dem Jahr 1912.